# اکوزک
اکوزک (به لاتین: Akozek) یک روستا در قزاقستان است که در استان الماتی واقع شده‌است.

## خصوصیات
اکوزک ۵۳۶ نفر جمعیت دارد.